# Memnonia spadix
Memnonia spadix är en insektsart som beskrevs av Ball 1937. Memnonia spadix ingår i släktet Memnonia och familjen dvärgstritar. Inga underarter finns listade i Catalogue of Life.